# Komisariat Straży Granicznej „Działdowo”
Komisariat Straży Granicznej „Działdowo” – jednostka organizacyjna Straży Granicznej pełniąca służbę ochronną na granicy polsko-niemieckiej w latach 1928–1939.

## Geneza
Na wniosek Ministerstwa Skarbu, uchwałą z 10 marca 1920 roku, powołano do życia Straż Celną. Od połowy 1921 roku jednostki Straży Celnej rozpoczęły przejmowanie odcinków granicy od pododdziałów Batalionów Celnych. Proces tworzenia Straży Celnej trwał do końca 1922 roku. Komisariat Straży Celnej „Janowo”, wraz ze swoimi placówkami granicznymi, wszedł w podporządkowanie Inspektoratu Granicznego Straży Celnej „Działdowo”.
W drugiej połowie 1927 roku przystąpiono do gruntownej reorganizacji Straży Celnej. W praktyce skutkowało to rozwiązaniem tej formacji granicznej.
Rozkazem nr 1 z 12 marca 1928 roku w sprawach organizacji Mazowieckiego Inspektoratu Okręgowego Straży Granicznej Naczelny Inspektor Straży Celnej gen. bryg. Stefan Pasławski powołał komisariat Straży Granicznej „Szczepkowo Borowe”, który przejął ochronę granicy od rozwiązywanego komisariatu Straży Celnej. 

## Formowanie i zmiany organizacyjne
Rozporządzeniem Prezydenta Rzeczypospolitej Polskiej Ignacego Mościckiego z 22 marca 1928 roku, do ochrony północnej, zachodniej i południowej granicy państwa, a w szczególności do ich ochrony celnej, powoływano z dniem 2 kwietnia 1928 roku  Straż Graniczną.
Rozkazem nr 1 z 12 marca 1928 roku w sprawach organizacji Mazowieckiego Inspektoratu Okręgowego Naczelny Inspektor Straży Celnej gen. bryg. Stefan Pasławski przydzielił komisariat „Działdowo” do Inspektoratu Granicznego nr 2 „Przasnysz” i określił jego strukturę organizacyjną.
Rozkazem Inspektora Okręgowego z 2 kwietnia 1928, komisariat „Uzdowo” przekazał placówkę „Wilamowo, „Sękowo”, „Uzdowo” i „Gralewo” komisariatowi „Działdowo”. Rozwiązywany komisariat „Janowiec Kościelny” przekazał placówki „Pepłówek”, „Kuklin” i „Mława”.
Rozkazem nr 9 z 18 października 1929 roku w sprawie reorganizacji Mazowieckiego Inspektoratu Okręgowego komendant Straży Granicznej płk Jan Jur-Gorzechowski określił numer i nową strukturę komisariatu. 
Rozkazem nr 5 z 2 września 1930 roku w sprawie nazw inspektoratów granicznych i komisariatów  komendant Straży Granicznej płk Jan Jur-Gorzechowski wydzielił placówkę Bonisław z komisariatu Szczepkowo Borowe do komisariatu Działdowo. Tym samym rozkazem wydzielił placówkę Uzdowo z komisariatu Działdowo do komisariatu Rybno. 
Rozkazem nr 1 komendanta Straży Granicznej z 12 stycznia 1931 roku przeniesiono placówkę I linii Działdowo do Kisin.
Rozkazem nr 2 z 8 września 1938 roku w sprawie terminologii odnośnie władz i jednostek organizacyjnych formacji, komendant Straży Granicznej płk Jan Gorzechowski przeniósł siedzibę placówki  I linii „Wiliamowo” do Klęczkowa.
Rozkaz komendanta Straży Granicznej płk. Jana Jura-Gorzechowskiego z 10 maja 1938 roku w sprawie terminologii w odniesieniu do władz i jednostek formacji, wydany w związku z rozkazami KSG z 25 i 29 kwietnia 1938 roku,  przemianował inspektoraty graniczne na obwody Straży Granicznej z dodaniem nazwy miejscowości, w której jednostka stacjonuje. Jednocześnie nakazał używanie w stosunku do kierowników komisariatów i placówek nowych terminów: „komendant komisariatu” i „dowódca placówki”. Komisariat wszedł w skład struktury Obwodu Straży Granicznej „Przasnysz”.
Rozkazem nr 5 z 3 marca 1939 roku w sprawie zmian organizacyjnych [...], komendant Straży Granicznej gen. bryg. Walerian Czuma wydzielił z komisariatu „Działdowo” placówkę I linii „Bonisław” i przydzielił do komisariatu „Szczepkowo Borowe”.

## Służba graniczna
Wydarzenia
- 26 sierpnia 1939 o godz. 8.30 w rejonie placówki Białuty, st.sierż.Władysław Turek z III/80 pułku piechoty zastrzelił niemieckiego żołnierza Ericha Radkego z 2 baterii 47 pac 11 DP. Zarządzono śledztwo przez polski sąd wojskowy, a jego wyniki podano do wiadomości władzom niemieckim. Niemcy odmówili przyjazdu oraz zabrania swego żołnierza[16].

Sąsiednie komisariaty:
- komisariat Straży Granicznej „Szczepkowo Borowe” ⇔ komisariat Straży Granicznej „Hartowiec” − 1928
- komisariat Straży Granicznej „Szczepkowo Borowe” ⇔ komisariat Straży Granicznej „Rybno” − październik 1929

## Komenda komisariatu
| Kierownicy/komendanci komisariatu | Kierownicy/komendanci komisariatu | Kierownicy/komendanci komisariatu | Kierownicy/komendanci komisariatu |
| stopień                           | imię i nazwisko                   | okres pełnienia służby            | kolejne stanowisko                |
| --------------------------------- | --------------------------------- | --------------------------------- | --------------------------------- |
| starszy komisarz SC               | Stanisław Piotrowski              | 18 VII 1928 –                     |                                   |
| komisarz                          | Stanisław Mazur                   | był w IV 1936 – 27 IX 1936        | ekspozytura IC w Gdańsku          |
| podkomisarz                       | Bronowiec                         | 27 IX 1936 –                      |                                   |
| komisarz                          | Bronisław Peszkowski              | 2 VI 1938 -                       |                                   |
| Zastępcy komendanta komisariatu   |                                   |                                   |                                   |
| aspirant                          | Tadeusz Kraus                     | 1 V 1939 – 25 VIII 1939           | komendant komisariatu „Hel”       |
| starszy strażnik podchorąży       | Eugeniusz Kazimierczuk            | 25 VIII 1939 -                    |                                   |

## Struktura organizacyjna
Organizacja komisariatu w marcu 1928:
- komenda − Działdowo
- placówka Straży Granicznej I linii „Pepłówek”
- placówka Straży Granicznej I linii „Chorap Pruski”
- placówka Straży Granicznej I linii „Krasnołęka”
- placówka Straży Granicznej I linii „Uzdowo”
- placówka Straży Granicznej II linii „Działdowo”
- placówka Straży Granicznej II linii „Mława”

Organizacja komisariatu w październiku 1929:
- 5/2 komenda − Działdowo
- placówka Straży Granicznej I linii „Białuty”
- placówka Straży Granicznej I linii „Chorap Pruski”
- placówka Straży Granicznej I linii „Krasnołęka”
- placówka Straży Granicznej I linii „Wilamowo” → w 1938 przeniesiona do Klęczkowa
- placówka Straży Granicznej I linii „Uzdowo”
- placówka Straży Granicznej I linii „Działdowo” → przeniesiona do Kisin
- placówka Straży Granicznej II linii „Działdowo”
- placówka Straży Granicznej II linii „Mława”

Organizacja komisariatu w 1933:
- komenda − Działdowo
- placówka Straży Granicznej I linii „Kisiny”
- placówka Straży Granicznej I linii „Bonisław”
- placówka Straży Granicznej I linii „Chorap Pruski”
- placówka Straży Granicznej I linii „Krasnołęka”
- placówka Straży Granicznej I linii „Wilamowo”
- placówka Straży Granicznej II linii „Działdowo”
- placówka Straży Granicznej II linii „Mława”

Organizacja komisariatu w 1934:
- komenda − Działdowo
- placówka Straży Granicznej I linii „Kisiny”
- placówka Straży Granicznej I linii „Bonisław”
- placówka Straży Granicznej I linii „Białuty”
- placówka Straży Granicznej I linii „Chorap Pruski”
- placówka Straży Granicznej I linii „Krasnołęka”
- placówka Straży Granicznej I linii „Wilamowo”
- placówka Straży Granicznej II linii „Działdowo”
- placówka Straży Granicznej II linii „Mława”

Organizacja komisariatu w 1937:
- komenda − Działdowo
- placówka Straży Granicznej I linii „Górowo-Trząski”
- placówka Straży Granicznej I linii „Kisiny”
- placówka Straży Granicznej I linii „Bonisław”
- placówka Straży Granicznej I linii „Białuty”
- placówka Straży Granicznej I linii „Chorap Pruski”
- placówka Straży Granicznej I linii „Krasnołęka”
- placówka Straży Granicznej II linii „Działdowo”

Organizacja komisariatu w 1939: I wersja
- komenda − Działdowo
- placówka Straży Granicznej I linii „Białuty”
- placówka Straży Granicznej I linii „Chorap Pruski”
- placówka Straży Granicznej I linii „Krasnołęka”
- placówka Straży Granicznej I linii „Wilamowo” Uzdowo
- placówka Straży Granicznej I linii „Działdowo”
- placówka Straży Granicznej II linii „Działdowo”
- placówka Straży Granicznej II linii „Mława”

Organizacja komisariatu w 1939: II wersja
- komenda − Działdowo
- placówka Straży Granicznej I linii „Pepłówek”
- placówka Straży Granicznej I linii „Chorap Pruski”
- placówka Straży Granicznej I linii „Krasnołęka”
- placówka Straży Granicznej I linii „Uzdowo”
- placówka Straży Granicznej II linii „Działdowo”
- placówka Straży Granicznej II linii „Mława”